# Taibao
Taibao (太保市S, Tàibǎo ShìP) è un comune di Taiwan, situato nella provincia di Taiwan e nella contea di Chiayi.